# Timothy Kirkhope
Timothy John Robert Kirkhope (født 29. april 1945) er siden 1999 britisk medlem af Europa-Parlamentet, valgt for Konservative Parti (UK) (indgår i parlamentsgruppen ECR).